# Dorothy Thompsonová
Dorothy Celene Thompsonová (9. července 1893 Lancaster, New York – 30. ledna 1961 Lisabon, Portugalsko) byla americká spisovatelka a novinářka, bojovnice za ženská práva.  Jako zahraniční korespondentka pracovala pro New York Tribune, rozhlasovou stanici NBC a mnoho dalších. Dorothy Thompsonová je nazývána „první dámou americké žurnalistiky.“

## Život
Dorothy Thompsonová se narodila v Lancasteru ve státě New York v roce 1893, jako jedno z dětí Petera a Margaret (Grierson) Thompsonových. Jejími sourozenci byli Peter Willard Thompson a Margaret Thompsonová. Matka zemřela když bylo Dorothy sedm let v dubnu April 1901 a tak musel otec, britský metodistický kazatel, vychovávat děti sám. Otec se znovu oženil, ale Dorothy se s jeho novou ženou Elizabeth Abbott Thompsonovou nesžila. V roce 1908 poslal otec Dorothy do Chicaga ke svým sestrám. Zde Dorothy dva roky navštěvovala „Lewisův institut“, poté pokračovala na Syracuse University. Zde studovala politiku a ekonomii, studium úspěšně zakončila s titulem bakaláře umění v roce 1914.

### Kariéra

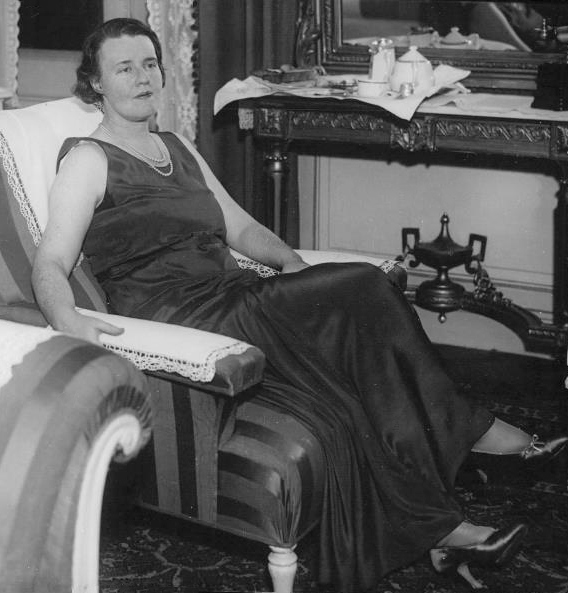
Dorothy Thompsonová v roce 1930

Thompsonová, na rozdíl od mnoha žen tehdejší doby vzdělaná, považovala za svou společenskou povinnost bojovat za volební právo žen ve Spojených státech. Krátce po promoci se přestěhovala do Buffalla a zapojila se do kampaně. Pracovala zde až do roku 1920, kdy odešla do Evropy, aby se věnovala své novinářské kariéře.
Zajímala se o rané sionistické hnutí. Zlom v její kariéře nastal po návštěvě Irska v roce 1920, kde jí poskytl interview Terence MacSwiney, jeden z hlavních vůdců Sinn Féin. Šlo o poslední interview, které MacSwiney poskytl před svým zatčením a smrtí. Slávu jí přinesl také rozhovor s císařovnou Zitou, manželkou císaře Karla I. V roce 1928 navštívila Dorothy Sovětský svaz, výsledkem byla kniha s názvem „Nové Rusko“ („The New Russia“), popisující kromě jiného také potlačování náboženství, cenzuru a všemocnou tajnou policii OGPU, která „stojí nad zákony“.
V meziválečném období pokračovala Thompsonová jako nezávislý korespondent pro noviny Philadelphia Public Ledger a The New York Evening Post ve Vídni. Zde se setkala s novináři jako byli John Gunther a G.E.R. Gedye, s nimiž také spolupracovala. V roce 1924 byla povolána do Berlína, kde zažila období vzestupu nacistické strany. V krátké době se seznámila se známými umělci a intelektuály, včetně Ödöna von Horvátha, Thomase Manna, Bertolta Brechta, Stefana Zweiga a Fritz Kortnera. Brzy se stala blízkou přítelkyní Carla Zuckmayera. V Americe jí přinesly úspěch i známost interview s osobnostmi jako byli Gustav Stresemann, Aristide Briand, G. V. Čičerin či L. V. Trockij nebo Mustafa Kemal Atatürk. Exkluzivní rozhovory pořídila také se Sigmundem Freudem a Richardem Straussem.
V roce 1925 se stala vedoucí středoevropské pobočky filadelfských novin Public Ledger. Odtud odešla v roce 1927 a krátce nato ji list New York Post jmenoval šéfem své německé pobočky v Berlíně. Během pracovního pobytu v Mnichově se Thompsonová poprvé v roce 1931 setkala a hovořila s Hitlerem. Interview s ním vedla také na jaře 1932 v hotelu Kaiserhof v Berlíně. Rozhovory byly základem pro její knihu I Saw Hitler!, v níž psala o nebezpečí vítězství nacismu v Německu. Kniha byla německými úřady považována za urážlivou, obsahovala totiž kromě jejího nelichotivého názoru na Hitlera také popis pronásledování lidí židovského původu nebo německých koncentračních táborů.
V roce 1933 žila Dorothy Thompsonová v lesbickém vztahu společně s německo-maďarskou spisovatelkou a sochařkou Christou Winsloe. 25. srpna 1934 musela Německo opustit do 24 hodin, byla vyhoštěna jako první novinář s americkým občanstvím. Christa Winsloe ji do Spojených států doprovázela. Od té doby Dorothy na Hitlera a jeho režim upozorňovala na veřejných přednáškách a v rozhlase. Přátelství s Eleanor Rooseveltovou mělo vliv na uzákonění naturalizace německých emigrantů jako byli Fritz Kortner, Thomas Mann či Carl Zuckmayer ve Spojených státech.
V roce 1939 ji časopis Time vyhodnotil jako druhou nejvlivnější ženu v Americe po Eleanor Rooseveltové. Ve třicátých letech 20. století byla jednou ze dvou rozhlasových politických komentátorek v USA. Druhou byla Kathryn Cravensová v CBS.

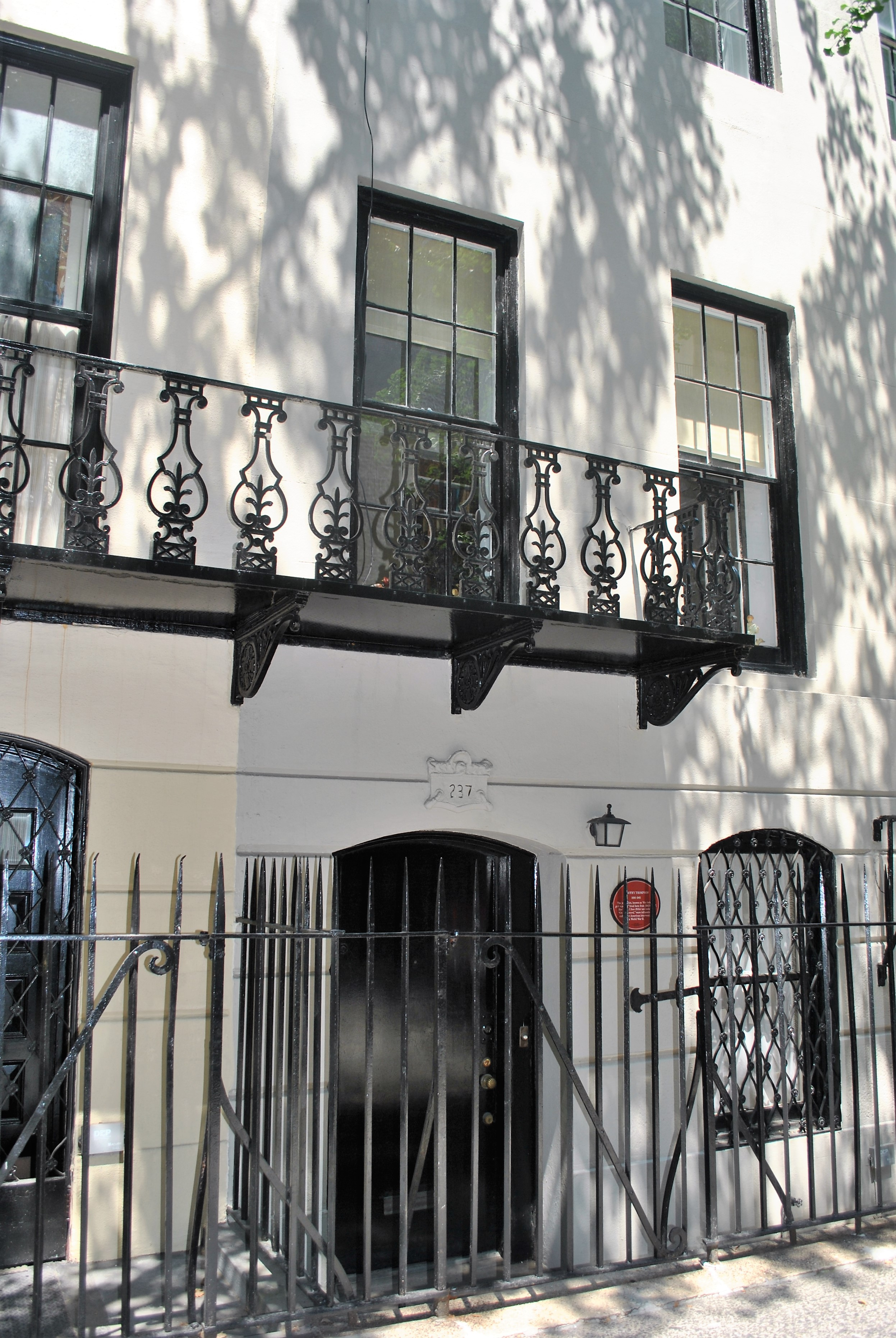
Dům Dorothy Thompsonové v New Yorku

V roce 1936 začala Dorothy Thompsonová psát pro New York Tribune sloupek „On the Record“. Ten byl čten více než 10 miliony čtenářů a přebírán dalšími 170 novinami. V letech 1937 až 1961 psala také každý měsíc sloupky pro Ladies' Home Journal; její náměty zde byly vzdáleny politice, zaměřovala se na zahradničení, výchovu dětí, umění či další pro ženy zajímavá témata.
V roce 1938 v rozhlasovém pořadu na stanici NBC v pořadu sledovaném pěti miliony posluchačů vedla obrannou řeč na podporu německo-polského imigranta Herschela Grynzspana, který zavraždil úředníka německého velvyslanectví v Paříži, Ernsta vom Ratha. Tato událost byla nacisty propagandisticky využita jako záminka ke Křišťálové noci. Rozhlasové vysílání Thompsonové vedlo k vlně sympatií s mladým atentátníkem. Journalists' Defense Fund vybral na jeho podporu více než 40 000 dolarů, což umožnilo zajistit Grynzspanovi jako obhájce známého advokáta Vincenta de Moro-Giafferi.
Po zveřejnění Runcimanovy zprávy 28. září upozornila Dorothy Thompsonová na její vnitřní nekonzistenci, přičemž ji označila za „nelogickou“. Vyjádřila též podezření, že zpráva byla „zhotovena na objednávku tak, aby odpovídala dohodě“ dosažené mezi Hitlerem a Chamberlainem v Berchtesgadenu a že je „dílem propagandy“.
Dorothy Thompsonová dlouhodobě kritizovala americkou politiku izolacionismu a byla zastáncem liberálnější americké přistěhovalecké politiky. V srpnu 1939 kritizovala pakt Ribbentrop–Molotov, odsoudila invazi Rudé armády do východního Polska, která započala 17. září 1939. Byla i kritičkou stalinského Ruska. Během druhé světové války se její příspěvky téměř denně objevovaly v přibližně 150 novinách.
Po válce kritizovala Norimberské procesy: měla silné výhrady k tomu, že pouze jedna strana poskytuje zároveň soudce, žalobce i vykonavatele rozsudků.
V roce 1946 přednesla Dorothy Thompsonová před Radou bezpečnosti Organizace spojených národů proslov ve všech žen a matek celého světa. V něm obvinila Harry S. Trumana, Winstona Churchilla i Stalina ze lži, že „muži a synové (všech žen) padli, aby na světě zavládl věčný mír“. Tato řeč se stala základní ideou vzniku organizace World Organization of Mothers of all Nations (zkratka: W.O.M.A.N., doslova „Světová organizace matek všech národů“), která vznikla v témže roce na podnět Dorothy Thompsonové v New Yorku.
V letech 1949 až 1952 byla místopředsedkyní „Amerického výboru pro vyšetřování katyňského masakru“ (American Committee for the Investigation of the Katyn Massacre), zde přehodnotila svůj názor z roku 1943, že šlo o „nacistický falzifikát“.

### Osobní život

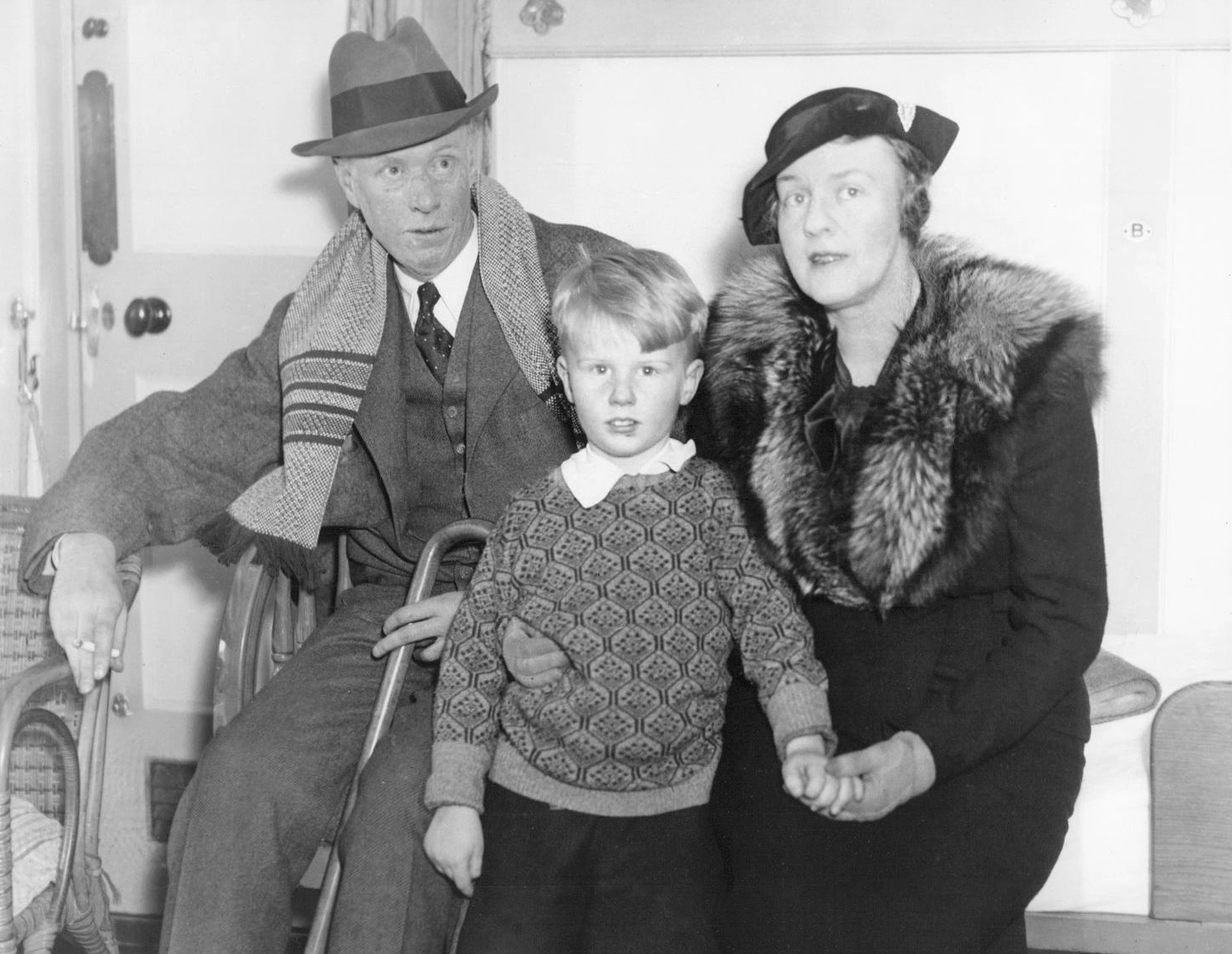
Dorothy Thompsonová se Sinclairem Lewisem a synem v roce 1935

Thompsonová byla třikrát vdaná. Prvním manželem se v roce 1923 stal maďarský spisovatel Joseph Bard; pár se rozvedl v roce 1927. Druhým manželem se v roce 1928 stal spisovatel Sinclair Lewis, nositel Nobelovy ceny za literaturu za rok 1930. Manželé pro společný život zakoupili dům ve Vermontu. V roce 1930 se jim narodil syn Michael Lewis. K rozvodu došlo v roce 1942. Třetím manželem se stal v roce 1945 český umělec Maxim Kopf, s nímž žila Dorothy až do jeho smrti v roce 1958.
Dorothy Thompsonová zemřela 30. ledna 1961 na srdeční selhání ve věku 67 let v Lisabonu, kde byla navštívit rodinu svého syna Michaela. Pohřbena je na městském hřbitově v Barnardu ve Vermontu.

## Dílo
výběr
- 1928: The New Russia (Holt)
- 1932: I Saw Hitler! (Farrar and Rinehart)
- 1938: Dorothy Thompson's Political Guide: A Study of American Liberalism and Its Relationship to Modern Totalitarian States (Stackpole)
- 1938: Refugees: Anarchy or Organization? (Random House)
- 1937: Concerning Vermont
- 1939: Once on Christmas (Oxford University Press)
- 1939: Let the Record Speak (Houghton Mifflin)
- 1939: Christian Ethics and Western Civilization
- 1941: A Call to Action, Ring of Freedom
- 1941: Our Lives, Fortunes, and Sacred Honor
- 1942: Listen Hans (Houghton Mifflin)
- 1944: To Whom Does the Earth Belong?
- 1945: I Speak Again as a Christian
- 1946: Let the Promise Be Fulfilled: A Christian View of Palestine
- 1948: The Truth About Communism
- 1948: The Developments of Our Times
- 1955: The Crisis of the West
- 1957: The Courage to Be Happy (Houghton Mifflin)